# Moggridgea pymi
Moggridgea pymi är en spindelart som beskrevs av Hewitt 1914. Moggridgea pymi ingår i släktet Moggridgea och familjen Migidae. Inga underarter finns listade i Catalogue of Life.